# ユーラシア海盆

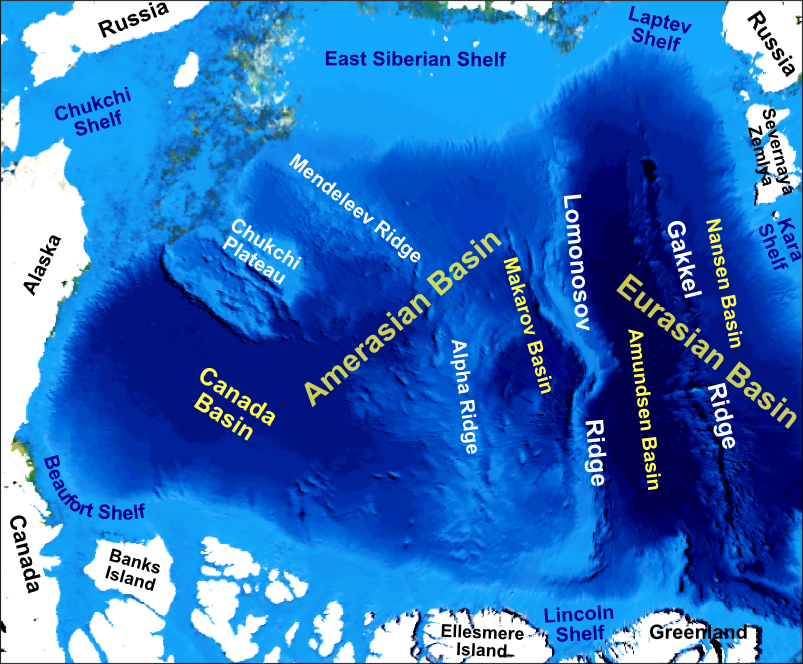
北極海の深浅測量図

ユーラシア海盆（ユーラシアかいぼん、Eurasian Basin）は、アメラジアン海盆とともに、北極海の北極海盆がロモノソフ海嶺によって分断された2つの大きな海盆のうちの1つである。北極海盆がフラム海峡を通って拡張したような形に見える。ガッケル海嶺によって、さらにナンセン海盆とアムンセン海盆に分けられる。後者は北極海の最深点の1つで、地理学上の北極点はここに位置する。
ユーラシア海盆は、グリーンランド、スヴァールバル諸島、ロモノソフ海嶺とラプテフ海、カラ海、バレンツ海のシベリア大陸棚によって囲まれている。最深点は、5449mの深さのリトケ海淵である。6300万年前の新生代に海底が広がって形成されたと考えられている。